# Riot City Blues
Riot City Blues è l'ottavo album discografico in studio del gruppo musicale britannico Primal Scream, pubblicato nel 2006.

## Tracce
1. Country Girl – 4:31
2. Nitty Gritty – 3:38
3. Suicide Sally & Johnny Guitar – 3:14
4. When The Bomb Drops – 4:34
5. Little Death – 6:22
6. The 99th Floor – 3:50
7. We're Gonna Boogie – 2:52
8. Dolls (Sweet Rock and Roll) – 3:58
9. Hell's Comin' Down – 3:27
10. Sometimes I Feel So Lonely – 5:06

Bonus track
1. Stone Ya to the Bone (US bonus track)
2. Gimme Some Truth (US bonus track)
3. Suicide Sally & Johnny Guitar (Live) (US bonus track)
4. Country Girl (Non Censored) (CD-ROM Track) (US bonus track)

## Formazione
Primal Scream
- Bobby Gillespie - voce
- Andrew Innes - chitarra, mandolino, banjo, moog
- Martin Duffy - piano, organo, harmonium, armonica
- Robert Young - chitarra, armonica
- Gary "Mani" Mounfield - basso
- Darrin Mooney - batteria, percussioni

Ospiti
- Alison Mosshart - voce (3,8)
- Will Sergeant - chitarra (4,5)
- Chris Allen - ghironda (5)
- Warren Ellis - violino (9)
- Juliet Roberts, Sharlene Hector, Sylvia Mason-James, John Gibbons - cori (1,2,5,10)
- Richard Beale - corno francese (10)